# Reservoarbron

Kungsportsplatsen och Reservoarbron. Bildsamlingen vid Göteborgs stadsmuseum.

Reservoarbron, Reservoirbron, var en bro över Östra Hamnkanalen från Kungsportsplatsen till och i linje med Östra Hamngatan i Göteborg. Den fick sitt namn 1883 och revs 1898 i samband med att kanalen började fyllas igen, vilket blev färdigt år 1900.